# Pickering-Nunatakker
Die Pickering-Nunatakker sind eine Gruppe von bis zu 500 m hohen Nunatakkern im Osten der westantarktischen Alexander-I.-Insel. Sie ragen 3 km südwestlich des Mount Phoebe an der Nordostseite des Saturn-Gletschers auf.
Luftaufnahmen des US-amerikanischen Polarforschers Lincoln Ellsworth vom 23. November 1935 dienten dem US-amerikanischen Kartographen W. L. G. Joerg für eine Kartierung. Das UK Antarctic Place-Names Committee benannte sie 1974 in Anlehnung an die Benennung des Saturn-Gletschers nach dem US-amerikanischen Astronomen William Henry Pickering (1858–1938), der 1898 den Saturnmond Phoebe entdeckt hatte.